# Алија
Алија ибн Аби Талиб или Алија (арап. علي بن أﺑﻲ طالب)‎ (25. мај 600. или 16. март 599 — 27. јануар 661) се сматра код сунита четвртим од четири праведна калифа. Шиити га сматрају првим имамом и првим правим калифом. Алија је био Мухамедов рођак, а касније се оженио Мухамедовом ћерком Фатиму. Био је халиф од 656. до 661., а шиити га сматрају имамом од 632. до 661.
Током Алијиног детињства, његов отац се нашао у дуговима, па се о дечаку побринуо Мухамед, Абу Талибов нећак. Након Мухамедовог позива, Али је прешао на ислам негде између 9. и 11. године и тако постао један од првих муслимана. Његово прихватање позива јавно је објављено у хадису Јавма ал-Инзара у којем га је Мухамед назвао својим гувернером, замеником и везиром. Такође се преноси да је током хиџре, у ноћи Мабита, помагао Мухамеда крајњом жртвом. Након пресељења у Медину и проглашења интер-муслиманског братства, Мухамед га је изабрао за свог брата. Али је у Медини током већине војних похода био носилац заставе исламске заставе и представљао је једног од главних ратника, убрзо постајући познат по свом јунаштву.
Питање Алијиног права на калифат након Мухамедове смрти довело је до великог јаза међу муслиманима и њихове поделе у два правца, сунизам и шиизам. По повратку са опроштајног хаџа, у близини града Гадир-Хум, Мухамед је рекао: „Коме сам ја Мавла, а Алија је Мавла“, међутим, сунити и шиити другачије тумаче ове речи. Док су шиити уверени да то значи успостављање имамата, односно да је калифат предат Алији, сунити то тумаче у контексту Мухамедовог израза пријатељства и љубави. Након Мухамедове смрти, када је Али био заузет верским обредима око сахране, група муслимана окупила се у Сакифи и, након међусобних савета око избора Посланиковог наследника, коначно положила заклетву Ебу Бекру. Алија у почетку је одбио да положи заклетву на верност Ебу Бекру, међутим, након шест месеци је то коначно учинио. Није учествовао у ратовима вођеним током мандата прва три калифа и није био политички активан, са изузетком учешћа у изборима трећег калифа Османа. Ипак, тројица владара редовно су се саветовала са Алијом о верским, правосудним и политичким питањима.

## Рођење
Рођен је у Хијаз регији средишње западне Арабије. Када је Алијина мајка била трудна имала је чудне снове. Уласком у светилиште у Меки десили су се чудни догађаји са зидовима светилишта, па наводно није могла три дана да изађе одатле. Трећега дана је изашла са Алијом у наручју.

## Детињство и младост
Алијин отац Ебу Талиб је био шеик значајне гране племена Курејш и био је Мухамедов ујак. Када је Мухамед остао без родитеља, а касније и без деде Ебу Талиб га је узео к себи. Алија је био млађи од Мухамеда. Када је Мухамед први пут јављао о божјем надахнућу Алија је имао 10 година. Веровао је Мухамеду и почео је да верује у ислам и чврсто је стајао уз Мухамеда током кажњавања муслимана у Меки. Године 622. ризиковао је свој живот и спавао у Мухамедовом кревету да би спречио атентаторе да убију Мухамеда, а и да би му омогућио да побегне. После Хиџре Алија је остао у Меки и ризиковао живот да би спровео Мухамедова упутства да свим власницима врати оно што су му дали да им чува на сигурном.

## Алија у Медини
Прва мала заједница муслиманских емиграната у Медини била је јако сиромашна. Нису имали земље, ни кућа и живели су од милостиње коју би добили од оних који би прешли на ислам. Алија је делио све тешкоће са заједницом. Алија је учествовао у свим биткама сем једне. Заједно са Мухамедом у тим биткама се борио за ислам. Први пут се истакао као ратник у бици код Бадра 624. Ту је убио 20 или 22 непријатеља. Истакао се и у бици код Ухуда, као и у многим другим биткама, где је користио свој расцепљени мач зулфикар. У тој бици је убио двојицу носача застава, па је тиме ослабио морал паганске војске, а ојачао морал муслимана.

## Мухамедово проглашење наследника
Када се са хаџилука враћао у Медину Мухамед је 10. марта 632, одржао говор у коме је нагласио да је Алија његов наследник. Аутентичност изјаве је спорна. Сви шиити верују да је то тачно, а само део сунита верује да је то тачно.

## Смрт Мухамеда
Мухамед је био нешто болестан 632. и изгледало је да се опоравио. Отишао је на молитву у џамију, а када се вратио брзо је умро. Док су Алија и Мухамедова блиска породица прали и припремали мртво тело за сахрану, мала група одабраних је гласањем прогласила Ебу Бекра за Мухамедова наследника тј. за првога халифа. Према сунитском тумачењу Мухамед је умро и није одредио наследника, па је наследник, халиф одабран гласањем. Шиити сматрају да је Мухамед одредио Алију за наследника и да је то много пута свима рекао. Због тога није одмах дошло до поделе, јер се Алија није борио против изабранога халифа. Шиити нису прихватали ни Ебу Бекра ни два следећа халифа Омера и Османа. Сунити тврде да је Алија то прихватио и подржавао такву власт, а шиити да се дистанцирао.

## Халифат
Алија је постао халиф 656. након што је халиф Осман настрадао у побуни. Алија је посмењивао провинцијске гувернере, који су углавном били Османови рођаци. Заменио их је поверљивим помоћницима. Главни град је преселио из Медине у Куфу у Ираку. Алија је убијен у атентату у граду Куфа док је држао јутарњу молитву у џамији. Убиле су га Хариџије, муслиманска секта која се успротивила његовом прихватању арбитраже у спору против Муавије, војсковође и зачетника Омејадске династије, који је желео да га свргне са власти.

## Алијин гроб
Многи шиити верују да Алија није желео да му непријатељи обешчасте гроб и да је зато тражио да га тајно сахране. Према једној причи ставили су га мртвог на камилу и тамо где је камила поклекла био му је гроб. Већина шиита верује да је Алија сахрањен у Наџафу, па је око његовога гроба настала џамија имама Алије.
- У Авганистану се верује да је Алија сахрањен у Мазари Шарифу код чувене Султан Ахмедове џамије.

## Потомци
Два Алијина сина са Фатимом су Хасан ибн Алија и Хусеин ибн Алија. Хасан није прихватио халифат да не би изазвао крвопролиће, док се млађи Хусеин одазвао позиву становника Ирака да их ослободи неправедних намесника и погинуо у борби код Кербеле у Ираку. Хасан је обожаван од шиита као други имам, а Хусеин као трећи имам.
Позивајући се на једну Мухамедову изреку забележену у чувеној збирци коју је саставио Ел Бухари, према којој ће бити "дванаест принчева, а сваки из племена Курејш", данашњи већински тзв. дуодецимални шиити следе дванаест имама који су потекли од Алије и Фатиме:
1. Ебу-л-Хасан Али „Ел-Муртада“ ибн Еби Талиб (600—661);
2. Ебу Мухамед Ел Хасан Ел Муџтеба (625—670);
3. Сејид ел-шухада Ебу Абдилах Ел Хусеин (626—680);
4. Ебу Мухамед Али Зејн Ел Абидин ибн Хусеин (659—713);
5. Ебу Џафер Мухамед Ел Бакир ибн Али (677—733);
6. Ебу Абдилах Џафер Ел Садик ибн Мухамед (702—765);
7. Ебу Хасан Ел Евел Муса Ел Казим ибн Џафер (746—799);
8. Ебу Ел Хасан Ел Сани Али Ел Рида ибн Муса (765—818);
9. Ебу Џафер Ел Сани Мухамед Ел Таки Ел Џевад ибн Али (811—835);
10. Ебу Ел Хасан Ел Салис Али Ел Наки Ел Хади ибн Мухамед (827—868);
11. Ебу Мухамед Ел Хасан Ел Аскери ибн Али (846—874);
12. Ебу Ел Касим Мухамед Ел Махди ибн Хасан (869- ).

Остали Алијини потомци који потичу од ових имама називају се шерифи или сејиди, што означава племенито порекло. Мухамедови потомци су поштовани и од сунита и од шиита. Многи познати муслимани тврде да воде порекло од Мухамеда.
- Хашемитска краљевска династија Јордана и Ирака
- Алауитска династија из Марока
- Хусеини породица из Либана
- Ага Кан из исмаилске заједнице

## Чувени цитати
- Похлепа је стално ропство
- Нема богатства као што је образовање и нема сиромаштва попут незнања
- Нека ти твоје дело буде твој пријатељ, а жеља непријатељ.[9]
- Уколико вам узвишени Бог подари благодат, захвалите, а уколико вас искуша са тешкоћама, будите стрпљиви.[9]
- Уистину никад нећеш стићи до онога што желиш, осим ако будеш стрпљив према ономе што желиш.[9]
- Када год код неког угледаш добар морал, очекуј од њега и остале врлине.[9]

Али је аутор дела Стаза речитости (Нехџ-ул-белага) у коме се налазе његове изреке, политички говори и савети верницима о смерном и богобојазном животу. Сматра се да је он оснивач арапске граматике, а чувени Ебу Ел Есвед Ел Дуали био је његов ученик.

### Сунитска биографија
- Biography from USC's MSA website

### Шиитска биографија
- Brief Biography
- Ali's Birth in the Kaaba
- Website devoted to the Life of Imam Ali ibn Abi Talib
- Sayings of Imam Ali ibn Abi Talib
- „Imam Ali ibn Abi Talib”. Архивирано из оригинала 01. 07. 2007. г. Приступљено 28. 02. 2007.
- Imam Ali ibn Abi Talib The Commander of the Faithfull

- Imam Ali foundation
- Imam Ali ibn Abi Talib Nahjul Balagha
- Imam Ali ibn Abi Talib's status